# Тюои, Патрик
Патрик Джозеф Тю́ои (англ. Patrick Joseph Tuohy; 27 февраля 1894, Дублин, Ирландия — 1930, Нью-Йорк, США) — ирландский художник, живописец-портретист, жанрист первой трети XX века.

## Биография

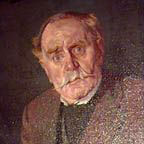
Портрет Джон Станислас Джойс (1849—1931), отца писателя Джеймса Джойса (фрагмент)

Патрик Тюои родился 27 февраля 1894 года в Дублине с сильно деформированной левой рукой. Его отец был преуспевающим хирургом, хотя и вёл своё происхождение из бедной семьи графства Майо.
Талант живописца проявился у Патрика рано, и по совету литератора Патрика Пирса (1879—1916) отец записал его в Школу искусств Метрополитен (англ.), Дублин.
Ему в течение 5 лет преподавал Уильям Орпен. В 1916—1917 Патрик Тюои совершил путешествие в Испанию; копировал старых мастеров в Мадридском Прадо, преподавал в местном монастыре Лорето.
С октября 1920 становится профессором живописи Школы искусств Метрополитен (преподавал в натурном классе до 1926) и членом Королевской Ибернийской Академии (англ.).
В 1923 году он посетил Италию (Рим, Флоренцию). Любопытно, что задумавший увековечить в портретах образ своего отца и других членов семьи, Джеймс Джойс пригласил для исполнения своего замысла именно Патрика Тюои. В 1924 году они встретились в Париже, где и был написан портрет Джойса.
Тюои поддерживал связи с республиканским движением Ирландии. Работами Тюои восхищались романист Лиам О’Флаерти (1896—1984), поэт Остин Кларк (англ.) (1896—1974) и неоромантический художник Шон Китинг (1889—1977). И хотя Тюои страдал от приступов депрессии, его живопись демонстрирует спокойный, последовательный, профессионально безупречный реализм.
В 1927 художник переехал в США, в город Колумбия, Южная Каролина, а вскоре после того осел в Нью-Йорке. К 1929 году он обзавёлся студией на 440 Riverside Drive, жил он в Верхнем Вест-Сайде. Он показывал свою живопись на Первой американской выставке современного ирландского искусства в галерее Hackett. В августе 1930 художник покончил с собой, отравившись газом.

## Изображения в сети
- Поколенный портрет Джона Станисласа Джойса (полностью), 1923
- Время ужина ок. 1912 Бумага, акварель[6]
- Крещение Христа ок. 1924 (фрагмент) Музей Ольстера[англ.] (англ.)
- Портрет Мэй Пауэр Масло 91,4 × 61 см.
- Шон О’Салливан (Seán O’Sullivan, 1906—1964) Портрет Патрика Тюои, 1926 (недоступная ссылка) Литография. Национальная библиотека Ирландии  (недоступная ссылка)